# Göttinger Jugend-Bücher
Bei den Göttinger Jugendbüchern handelt es sich um die im nicht mehr existierenden W. Fischer-Verlag erschienenen Jugendbücher. Laut Eigenangabe des Verlags erreichte die Auflage der Jugendbücher 1950 100.000 Exemplare, im Jahre 1958 wurden 200 Bücher mit einer Gesamtauflage von 3,5 Mio. Stück hergestellt. Dabei wurde häufig auf ältere urheberrechtsfreie Vorlagen wie Struwwelpeter, James Fenimore Coopers Lederstrumpf,  Tausendundeine Nacht und die Werke von Sophie Wörishöffer oder Gustav Schwab zurückgegriffen. Unter der Bezeichnung Göttinger Jugendbände erschien zum Ladenpreis von 95 Pfennig eine Reihe von Büchern mit Deckenband.

## Werkauswahl
- Gustav Schwab: Die Nibelungen
- Gustav Schwab: Dietrich von Bern
- Sophie Wörishöffer: Die Schatzsucher in Peru
- Sophie Wörishöfer: König Tenzilehs Ende
- Sophie Wörishöfer: Kampf um die Freiheit
- Sophie Wörishöffer: Die Eroberung von Konzito
- Thomas Trent: In der Hölle von Tonkin. Deutsches Legionärsschicksal in Indochina
- Thomas Trent: Atlantis, versunkene Welt. Lag Atlantis vor Helgoland?